# Cymbidium ensifolium
Cymbidium ensifolium је врста орхидеја из рода Cymbidium и породице Orchidaceae. Природно станиште је Индо-Кина до топлих крајева јужне Азије и Филипини (Luzon). Нису наведене подврсте у бази Catalogue of Life.
Ова врста је позната по многим именма на енглеском језику као four-season orchid, golden-thread orchid, spring orchid, burned-apex orchid и rock orchid.